# ژیور
ژیور، روستایی از توابع بخش سراب‌باغ شهرستان آبدانان در استان ایلام ایران است. 
مردم این روستا از ایل زرگوش هستند .که به زبان کردی پهله ای تکلم دارند . 

## جمعیت
این روستا در دهستان سراب باغ قرار دارد و براساس سرشماری مرکز آمار ایران در سال 1395  جمعیت این روستا 845نفر ( 203 خانوار) بوده است .